# Galería Bortier
La Galería Bortier (en francés: Galerie Bortier; en neerlandés: Bortiergalerij) en Bruselas, Bélgica es una galería comercial diseñada por Jean-Pierre Cluysenaer. Fue construida en 1847 y abrió sus puertas al año siguiente. Está situada en el centro de la ciudad de Bruselas, entre el Mont des Arts / Kunstberg y la Grand Place / Grote Markt, cerca de las monumentales Galeries Royales Saint-Hubert. Originalmente, el pasaje comercial era una parte del complejo Marché de la Madeleine / Magdalenamarkt, un mercado cubierto también construido por Cluysenaer. La fachada en la rue de la Madeleine / Magdalenasteenweg tiene un estilo barroco flamenco que es anterior a la construcción del centro comercial detrás de él. Este frente se recuperó de una casa de la ciudad antigua construida en ese sitio en el siglo XVIII.